# Strommengenübertragung

Strommengenübertragung aus Sonderkontingent Mülheim-Kärlich

Unter Strommengenübertragung versteht man die gezielte Übertragung von Strom-Produktionsrechten zwischen zwei Kernkraftwerken.  Die Gutschrift auf das begünstigte Kraftwerk geht entweder zu Lasten eines anderen Kernkraftwerks, welches hierdurch früher schließen muss, oder zu Lasten des von der Bundesregierung für die vorzeitige Stilllegung des Kernkraftwerks Mülheim-Kärlich zugesicherten Sonderkontingents in Höhe von 107,25 Terawattstunden.
Durch eine Vereinbarung der Energieversorger mit der Bundesregierung aus dem Jahr 2000 wurde eine maximal zu produzierende Menge an Atomstrom in Deutschland festgelegt.
RWE hatte 2006 beantragt, 30 TWh aus dem Sonderkontingent von Mülheim-Kärlich auf das Kernkraftwerk Biblis A zu übertragen und damit dessen Laufzeit bis 2011 zu verlängern. Dies wurde vom Bundesministerium für Umwelt, Naturschutz und Reaktorsicherheit abgelehnt; Klagen von RWE wurden in allen Gerichtsinstanzen abgewiesen, zuletzt am 26. März 2009 vom Bundesverwaltungsgericht.

## Atomgesetz
Das Atomgesetz (AtG) ist seit 1959 in Kraft, wurde seither mehrfach geändert und im Jahr 2000 um die Vereinbarungen des Atomkonsenses erweitert. Unter anderem regelt es die freien Strommengenübertragungen zwischen den Kernkraftwerken (§ 7 Abs. 1b).

## Laufzeitverlängerung
Bezeichnet die Verlängerung der Laufzeit von Kernkraftwerken in Deutschland. Die Kraftwerksbetreiber streben die Laufzeitverlängerung seit dem Atomkonsens an, um ein ganzheitliches neues Konzept zur Energiegewinnung zu erarbeiten.